# Baiji
Delfinul chinezesc (Lipotes vexillifer) este o specie rară pe cale de dispariție, fiind considerat din anul 1980 cel mai rar mamifer din lume. Trăiește în fluviul Yangtze, având o lungime de 1,50 m și o lățime de 30 cm. Numele Lipotes provine din limba greacă și înseamnă cel ce a mai rămas. În perioada  împerecherii masculul face un dans specific pentru a atrage femela. Se crede că este dispărut încă din anul 2006.